# Edward Clancy
Edward Clancy, MBE, (Barnsley, South Yorkshire, 12 de març de 1985) és un ciclista professional britànic. Actualment corre a les files del JLT Condor i combina el ciclisme en pista amb la carretera.
El majors èxits els ha aconseguit a la pista on és Campió del món en diverses disciplines. També destaquen les quatre medalles aconseguides als Jocs Olímpics, tres d'elles d'or.

## Palmarès en pista
- 2005
  -  Campió nacional de persecució per equips, amb Mark Cavendish, Geraint Thomas i Steven Cummings
- 2006
  -  Campió d'Europa sub-23 en Persecució per equips (amb Geraint Thomas, Andrew Tennant i Ian Stannard)
  -  Campió nacional de persecució per equips, amb Paul Manning, Christopher Newton i Steven Cummings
- 2007
  -  Campió del món de persecució per equips, amb Geraint Thomas, Bradley Wiggins i Paul Manning
- 2008
  -  Medalla d'or als Jocs Olímpics de Pequín en persecució per equips, amb Geraint Thomas, Bradley Wiggins i Paul Manning
  -  Campió del món de persecució per equips, amb Geraint Thomas, Bradley Wiggins i Paul Manning
- 2010
  -  Campió d'Europa en Persecució per equips, amb Steven Burke, Jason Queally i Andrew Tennant
- 2011
  -  Campió d'Europa en Persecució per equips, amb Steven Burke, Peter Kennaugh i Andrew Tennant
  -  Campió d'Europa en Òmnium
- 2012
  -  Medalla d'or als Jocs Olímpics de Londres en persecució per equips, amb Geraint Thomas, Steven Burke i Peter Kennaugh
  -  Medalla de bronze als Jocs Olímpics de Londres en Òmnium
  -  Campió del món de persecució per equips, amb Geraint Thomas, Steven Burke i Peter Kennaugh
- 2013
  -  Campió d'Europa en Persecució per equips, amb Steven Burke, Owain Doull i Andrew Tennant
  -  Campió nacional de puntuació
- 2014
  -  Campió d'Europa en Persecució per equips, amb Jonathan Dibben, Owain Doull i Andrew Tennant
- 2016
  -  Medalla d'or als Jocs Olímpics de Rio de Janeiro en persecució per equips, amb Steven Burke, Bradley Wiggins i Owain Doull

### Resultats a laCopa del Món
- 2006-2007
  - 1r a Manchester i Moscou, en Persecució per equips
- 2007-2008
  - 1r a Sydney, Pequín i Copenhaguen, en Persecució per equips
- 2008-2009
  - 1r a Manchester, en Persecució
  - 1r a Manchester i Copenhaguen, en Persecució per equips
- 2009-2010
  - 1r a Manchester, en Persecució per equips
- 2010-2011
  - 1r a Cali, en Òmnium
  - 1r a Manchester, en Persecució per equips
- 2013-2014
  - 1r a Manchester, en Persecució per equips
- 2017-2018
  - 1r a Manchester, en Persecució per equips

## Palmarès en ruta
- 2005
  - Vencedor d'una etapa al Tour de Berlín
- 2011
  - Vencedor d'una etapa al Tour de Corea
- 2018
  - Vencedor d'una etapa al Herald Sun Tour